# Ryan Shotton
Ryan Colin Shotton (Stoke-on-Trent, 30 september 1988) is een Engels voetballer die op meerdere posities inzetbaar is, variërend van rechtsachter, rechtsmidden tot centrale verdediger. Hij stroomde in 2007 door vanuit de jeugd van Stoke City, waar hij in november 2011 zijn contract verlengde tot medio 2015. Stoke verhuurde Shotton gedurende het seizoen 2014-2015 aan Derby County.

## Clubcarrière
Shotton werd geboren in Stoke-on-Trent en komt uit de jeugdopleiding van Stoke City. In 2007 tekende hij zijn eerste profcontract. Hij spendeerde het merendeel van het seizoen 2007-2008 bij Altrincham, dat toen actief was in de Conference National. Op 26 augustus 2008 debuteerde hij voor Stoke City in de League Cup tegen Cheltenham Town. Op 29 augustus 2008 werd besloten om hem uit te lenen aan Tranmere Rovers. Vier dagen later debuteerde hij voor die club in de Football League Trophy tegen Accrington Stanley. Elf dagen later scoorde hij zijn eerste doelpunt voor Accrington tegen Huddersfield Town. Op 23 september 2009 werd hij een volledig seizoen uitgeleend aan Barnsley. In september 2010 kreeg hij een contractverlenging tot medio 2013. Op 30 april 2011 maakte hij zijn competitiedebuut tegen Blackpool. Op 23 januari 2013 scoorde hij zijn eerste doelpunt voor Stoke City in de Europa League tegen het Kroatische Hajduk Split. 
1 Zetterström ·
2 Wilson ·
3 Forsyth ·
4 Ozoh ·
5 Bradley ·
6 Cashin ·
7 Barkhuizen ·
8 Osborn ·
9 Collins ·
10 Yates ·
11 Méndez-Laing  ·
12 Phillips ·
13 Luthra ·
14 Washington ·
16 Thompson ·
17 Goudmijn ·
18 Harness ·
19 Jackson ·
20 Elder ·
21 Rooney ·
23 Ward ·
24 Nyambe ·
27 Blackett-Taylor ·
28 Chirewa ·
31 Vickers ·
32 Adams ·
35 Nelson ·
39 Brown ·
Coach: Warne
· Assistent-coach: Barker
· Assistent-coach: Hamshaw
· Keeperstrainer: Warrington